# Twinkle Khanna
Twinkle Khanna, geboren als Tina Jatin Khanna (Bombay, 29 december 1973), is een Indiaas auteur, krantencolumnist, interieurontwerper, filmproducent en actrice die in tot 2001 in Hinditalige films heeft gewerkt.

## Biografie
Twinkle Khanna is de dochter van de Bollywoodacteur Rajesh Khanna en de actrice Dimple Kapadia. Ze is de zus van voormalig actrice Rinke Khanna. Via haar vader heeft ze Punjabi roots, terwijl haar opa van moederskant een Gujarati was.

## Carrière

### Als actrice
Khanna maakte haar filmdebuut tegenover Bobby Deol in Rajkumar Santoshi's romance Barsaat (1995). De film was een succes en werd de zesde meest winstgevende film van het jaar. Khanna ontving de Filmfare Award voor beste vrouwelijke debuut voor haar prestaties. Het jaar daarop speelde ze hoofdrollen in Raj Kanwar's actiefilm Jaan en Lawrence D'Souza's romance Dil Tera Diwana tegenover respectievelijk Ajay Devgn en Saif Ali Khan. In 1997 speelde ze in twee films: Oeff! Yeh Mohabbat en Itihaas. Haar enige release in 1998 was Jab Pyaar Kisise Hota Hai, samen met Salman Khan, en werd een groot succes. In 1999 speelde Khanna tegenover Akshay Kumar in twee actiefilms: International Khiladi en Zulmi.

### Als auteur
In 2015 bracht ze haar eerste non-fictieboek uit, MrsFunnybones, dat werd uitgeroepen tot bestseller, waardoor Khanna India's best verkochte vrouwelijke schrijver dat jaar werd. Haar tweede boek, The Legend of Lakshmi Prasad, een verzameling korte verhalen. Haar meest recente boek en eerste roman, Pyjamas Are Forgiving (2018), maakte haar de bestverkopende vrouwelijke auteur in India in het jaar 2018. In 2019 lanceerde Khanna ook Tweak India, een tweetalig digitaal mediaplatform voor vrouwen.

## Privé
Twinkle Khanna is op 17 januari 2001 getrouwd met acteur Akshay Kumar. Ze hebben samen een zoon, Aarav en een dochter, Nitara.

## Filmografie

### Als actrice
| Jaar | Film                         | Rol            | Notitie      |
| ---- | ---------------------------- | -------------- | ------------ |
| 1995 | Barsaat                      | Tina Oberoi    |              |
| 1996 | Jaan                         | Kajal          |              |
| 1996 | Dil Tera Diwana              | Komal          |              |
| 1997 | Uff! Yeh Mohabbat            | Sonia Verma    |              |
| 1997 | Itihaas                      | Naina          |              |
| 1998 | Jab Pyaar Kisise Hota Hai    | Komal Sinha    |              |
| 1999 | International Khiladi        | Payal          |              |
| 1999 | Zulmi                        | Komal Dutt     |              |
| 1999 | Seenu                        | Shwetha        | Telugu film  |
| 1999 | Baadshah                     | Seema Malhotra |              |
| 1999 | Yeh Hai Mumbai Meri Jaan     | Jasmine Arora  |              |
| 2000 | Mela                         | Roopa Singh    |              |
| 2000 | Chal Mere Bhai               | Puja           | gastoptreden |
| 2000 | Joru Ka Ghulam               | Durga          |              |
| 2001 | Jodi No.1                    | Tina           |              |
| 2001 | Love Ke Liye Kuch Bhi Karega | Anjali         |              |

### Als producent
| Jaar | Film                                 | Notitie                      |
| ---- | ------------------------------------ | ---------------------------- |
| 2010 | Tees Maar Khan                       | mede-producent, gastoptreden |
| 2011 | Thank You                            | mede-producent               |
| 2011 | Patiala House                        | mede-producent               |
| 2013 | Khiladi 786                          | mede-producent               |
| 2013 | 72 Miles                             | mede-producent, Marathi film |
| 2014 | Holiday: A Soldier Is Never Off Duty | mede-producent               |
| 2015 | Dilwale                              | mede-producent               |
| 2018 | Pad Man                              | mede-producent               |